# Nordwestdeutsche Philharmonie

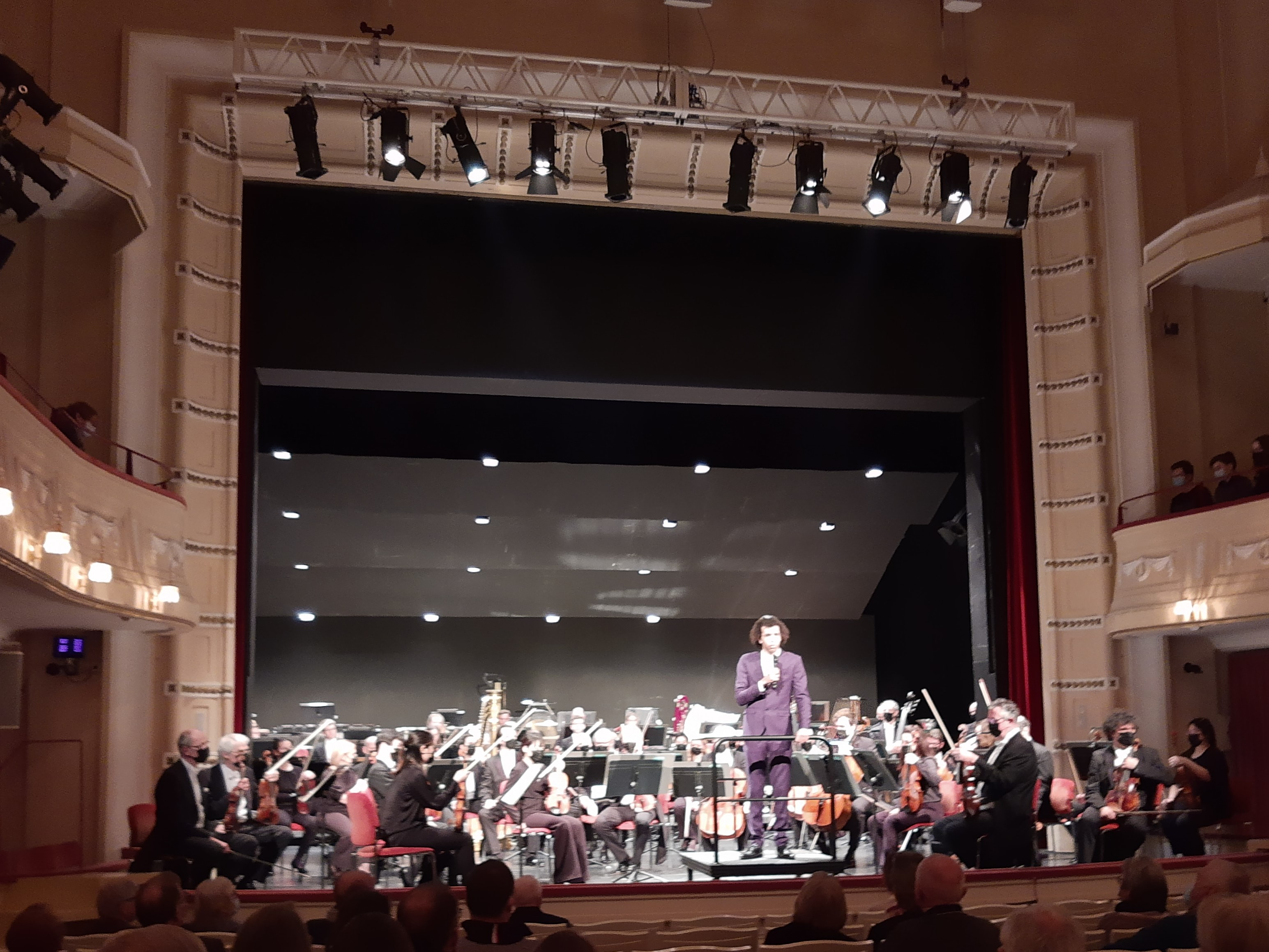
Jonathon Heyward, Nordwestdeutsche Philharmonie, Minden, annonçant que le concert est dédié aux victimes de l'invasion russe en Ukraine

La Nordwestdeutsche Philharmonie est l'un des trois orchestres symphoniques de Rhénanie-du-Nord-Westphalie. Il réside à Herford.

## Histoire
L'orchestre a été fondé en 1946 à Bad Pyrmont par d'anciens musiciens de l'orchestre de Bruckner-Saint-Florian de Linz et du Philharmonique allemand de Prague. En 1950, il fusionne avec l'orchestre symphonique de Herford, également de création récente. Le nouvel ensemble est tout d'abord appelé Städtebund-Symphoniker, avant que le nom actuel soit adopté.

## Organisme responsable et le financement
L'orchestre est financé, par le Land de Rhénanie du Nord-Westphalie et par diverses collectivités locales de la région de Westphalie Est-Lippe, dont les villes Bad Salzuflen, Bünde, Detmold, Herford, Lemgo, Minden et de Paderborn ainsi que les arrondissements Herford et de Lippe.
Depuis l'automne 1992, l'orchestre est subventionné par la société philharmonique de Westphalie-Lippe.

## Activités
L'orchestre, fort de 78 membres, se produit en Westphalie, en Allemagne et à l'international ; il donne chaque année environ 120 concerts. Des formules d'abonnement permettent au public local d'assister aux représentations, que ce soit dans le parc de la Schützenhof à Herford, au Konzerthaus de Detmold, dans la salle de concert de Bad Salzuflen, dans la PaderHalle de Paderborn, au théâtre municipal de Minden et dans la salle communale de Gütersloh.
L'orchestre a tourné notamment au Japon, aux Pays-Bas, en Italie, en France, en Espagne et aux États-Unis. À ce jour, il a produit plus de 200 enregistrements. Outre les concerts, l'orchestre propose des activités pédagogiques pour un public scolaire.

## Studio
Le studio de répétition et la direction de l'orchestre se trouvent à l'intérieur du parc de la ville sur le Stiftberg ; des concerts y sont donnés.

## Chefs d'orchestre
- 1950-1952 : Rolf Agop
- 1950-1954 : Heinz Schlüter (2e chef d'orchestre)
- 1952-1953 : Eugen Papst
- 1953-1955 : Wilhelm Schüchter
- 1955-1956 : Albert Vert (2e chef d'orchestre, puis directeur artistique)
- 1956-1961 : Kurt Brass (chef d'orchestre principal puis, à partir de 1959, directeur musical)
- 1959-1960 : Hermann Scherchen
- 1961-1963 : Hermann Hildebrandt
- 1963-1969 : Richard Kraus
- 1969-1971 : Werner Andreas Albert (et premier maître de chapelle de 1963 à 1969)
- 1971-1974 : Eric Bergel
- 1975-1987 : Janos Kulka
- 1987-1991 : Alun Francis
- 1992-1998 : Michail Jurowski
- 1998-2006 : Toshiyuki Kamioka
- 2006-2009 : Andris Nelsons
- 2010-2014 : Eugene Tzigane[5]
- depuis le 1er janvier 2015 : Yves Abel[6],[7]

À l'été 2006, le chef Toshiyuki Kamioka se retire après huit saisons couronnées de succès. Jusqu'à la fin de la saison 2008/2009 l'orchestre a été dirigé par le chef letton Andris Nelsons. À partir de la saison 2010/2011, le chef californien Eugene Tzigane, âgé de 27 ans, né à Tokyo, prend la direction de l'orchestre. Il a dirigé les concerts du soixantième anniversaire de l'orchestre, en octobre 2010, dont le Don Juan de Richard Strauss, le concerto pour violon de Erich Wolfgang Korngold, avec le soliste Philippe Quint, et la symphonie en ré mineur de César Franck.
La fondation du Nordwestdeutsche Philharmonie est également basée à Herford.